# Congreso americano de 1864

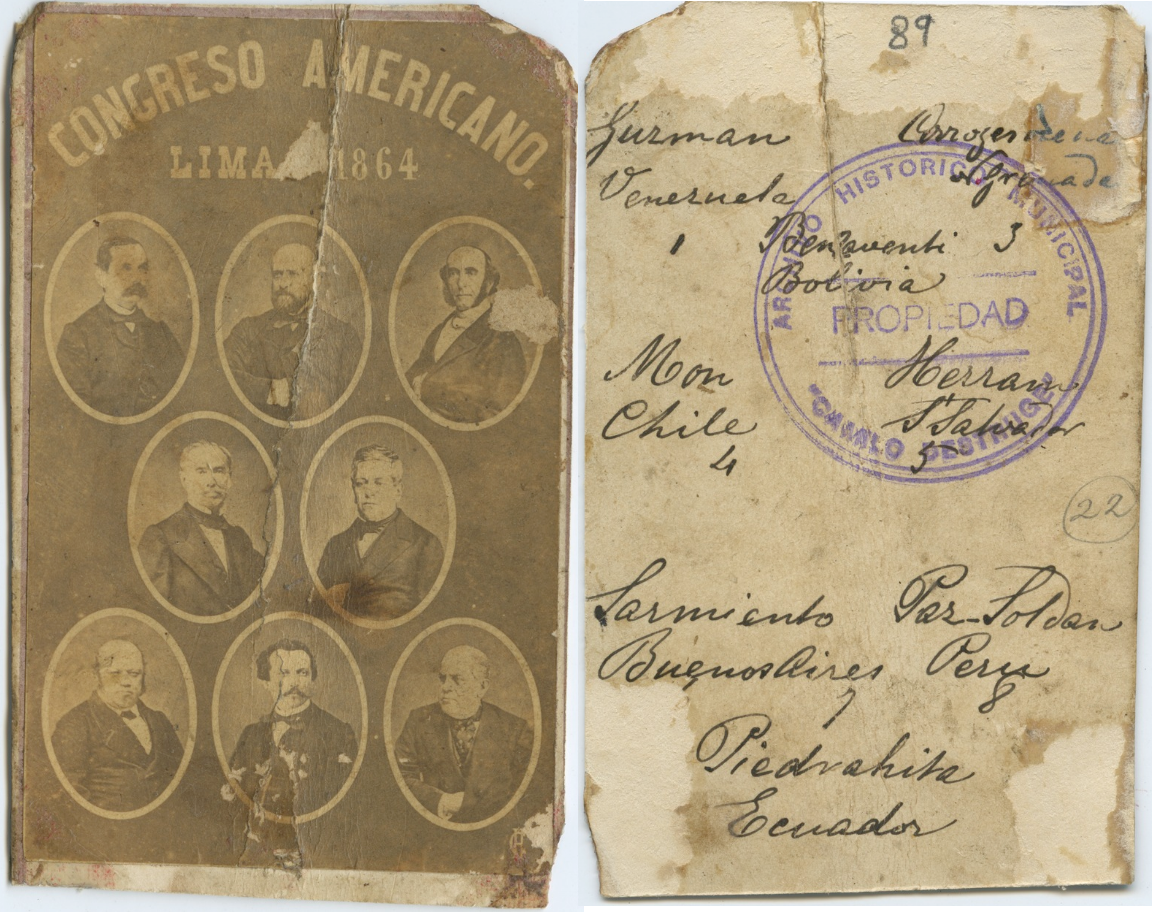
Representantes en el Congreso de Lima en una fotografía de la época, al reverso sus nombres: "Mon" por Montt y "BuenosAires" por Argentina.

El Congreso americano de 1864, también llamado segundo congreso de Lima, fue realizado entre el 28 de octubre de 1864 y el 13 de marzo de 1865 en la capital de Perú como un intento para unir las naciones americanas en torno a principios comunes en vista de una creciente intervención europea y estadounidense en los países latinoamericanos. 
Si bien las razones del congreso, unión, colaboración, prevención y solución de sus litigios, eran de largo plazo, los participantes se vieron confrontados con la ocupación de la Isla Chinchas por España y la inestabilidad política del gobierno anfitrión, que fue derrocado en noviembre de 1865.
La falta de unidad, expresada en el reducido número de países asistentes, pero también en la diferentes actitudes frente a los problemas, condujeron al fracaso del congreso.

## Antecedentes
La ocupación de Nicaragua por el filibustero Walker (1856-57), la Convención de Londres (1861), la Segunda intervención francesa en México (1862-67), la Anexión de la República Dominicana a España (1863-1865) fueron algunos de los desafíos que debieron enfrentar las nuevas repúblicas.
En 1864, el gobierno peruano apremiado por la disputa con España que había ocupado las Islas Chincha el 14 de abril de ese año, dirigió una circular a varios países de América para invitarlos a cimentar la existencia de estados libres y democráticos en el continente.
Los puntos más importantes a discutir y acordar eran:
1. Declarar que los pueblos americanos forman una sola familia con identidad de miras e intereses
2. Ajustar una convención postal americana
3. Proporcionarse entre sí datos referentes a riqueza, población, medias defensivos, etc
4. Poner fin a las disputas limítrofes
5. Sustituir la guerra por el arbitraje;
6. Consignar castigos morales para los que, traicionando la patria americana, atacasen su Independencia

El gobierno chileno propuso no incursionar en las cuestiones limítrofes y enviar invitaciones a todos los países americanos, incluso a los EE. UU. y a Brasil. La primera fue aceptada por Lima, pero la segunda fue rechazada en razón de un posible antagonismo entre América Latina y la potencia del norte. Brasil recibió un documento como un acto de cortesía, como si no se esperara su aceptación, comenta de la Reza.: 82 

## Representantes
Finalmente se reunieron en el edificio de la cancillería peruana los siguientes representantes:
| Representante             | Acreditación     | País                  | Otros                                                                                             |
| ------------------------- | ---------------- | --------------------- | ------------------------------------------------------------------------------------------------- |
| Juan de la Cruz Benavente | Plenipotenciario | Bolivia               |                                                                                                   |
| Justo Arosemena           | Plenipotenciario | Colombia              |                                                                                                   |
| Manuel Montt Torres       | Plenipotenciario | Chile                 | Julio Zegers Samaniego, Ignacio Zenteno Gana, José Manuel Balmaceda, Federico García de la Huerta |
| Vicente Piedrahíta        | Plenipotenciario | Ecuador               |                                                                                                   |
| Pedro Alcántara Herrán    | Plenipotenciario | El Salvador/Guatemala | [ notas 1 ]                                                                                       |
| José Gregorio Paz Soldán  | Plenipotenciario | Perú                  |                                                                                                   |
| Antonio Leocadio Guzmán   | Plenipotenciario | Venezuela             |                                                                                                   |

Domingo F. Sarmiento, que viajó con la delegación chilena en la Corbeta Esmeralda al Callao, se presentó como observador sin poderes, ya que Argentina consideró que tales congresos provocarían a las potencias europeas, acusaba la tardanza en la invitación y que prefería las alianzas bilaterales. Brasil no contestó la invitación, Costa Rica, Honduras y Nicaragua aceptaron la invitación, pero no acreditaron representantes por carecer de medios económicos.: 83 
Presidente del congreso fue elegido Manuel Montt, quien transmitió a Santiago su opinión sobre la inercia del gobierno peruano, el intento de las delegaciones para favorecer sus propios intereses en vez de ayudar a Perú.
Se debe tener presente que las acreditaciones de los delegados eran para las negociaciones para las que se había llamado al congreso y no para representar a su país ante Perú. Esto dificultaba cualquier acuerdo de apoyo a Perú frente a España.: 126 

## Ocupación española de la isla Chinchas
La capacidad material de España sobrepasaba con creces la de los países del congreso, que se veían impedidos de obligar la salida de las naves ocupantes. La propuesta de Manuel Montt era de presentar una solicitud en Madrid para el retiro de las fuerzas ocupantes. La negación del gobierno de Madrid autorizaría a las siete naciones americanas cerrar sus puertos a la flota ocupante. La propuesta no fue aprobada por el congreso.: 4 
El 31 de octubre de 1864, el congreso envió al chileno Ignacio Zenteno a entrevistarse con el jefe de la ocupación española de las isla Chinchas, Pinzón, para hacerle ver la necesidad de que desocupase las islas, ya seis meses en manos de España, sin que esta hiciese demanda alguna al Perú. La respuesta de Pinzón fue negativa.: 3 
El 24 de noviembre el congreso decidió, con el apoyo de la opinión pública peruana y a sabiendas de lo inapropiado de la solución, que en el plazo de 8 días la flota peruana debía atacar los barcos de Pinzón. Juan Antonio Pezet, presidente del Perú, declaró ante el congreso que su marina no estaba en condiciones de hacerlo, pero que él no se opondría al populacho. Entonces ocurrió el cambio de Pinzón por Pareja en el mando de la flota española. Pero Pareja insistió en que el asunto era entre Perú y España, que así debía resolverse y que una intromisión de otros países podría acarrear funestas consecuencias para ellos.: 5 
Pezet, a la vista de la falta de credibilidad y la inoperancia del congreso, dejó de lado al congreso en sus negociaciones y firmó el 27 de enero de 1865 tratado de Vivanco-Pareja en que daba una solución al conflicto.

## Acuerdos del congreso
Los representantes americanos, de solo siete países, lograron acordar un tratado de arbitraje obligatorio y otro de alianza defensiva. El 3 de febrero Manuel Montt anunció oficialmente su retiro por lo que no firmó otros dos tratados logrados entre seis países: uno de comercio y navegación y otro postal.
Finalmente ninguno de los países asistentes ratificó tratado alguno, con excepción de Venezuela.

## Consecuencias
El congreso fue el último intento latinoamericano de lograr una integración basada en un confederación. En adelante solo buscaron integrar sus intereses comunes sin enajenar su soberanía.: 45 